# 7187 Isobe
Isobe (asteróide 7187) é um asteróide da cintura principal, a 1,7705781 UA. Possui uma excentricidade de 0,0862225 e um período orbital de 985,17 dias (2,7 anos).
Isobe tem uma velocidade orbital média de 21,39712541 km/s e uma inclinação de 21,78575º.
Este asteróide foi descoberto em 30 de Janeiro de 1992 por Eleanor Helin.